# علاقات البرازيل ولبنان الثنائية
تشير العلاقات البرازيلية اللبنانية إلى العلاقات الحالية والتاريخية بين البرازيل ولبنان، يوجد حوالي 7 إلى 10 ملايين برازيلي من أصول لبنانية. الدولتان عضوان في مجموعة ال 24.

## التاريخ
في عام 1877، زار الإمبراطور البرازيلي بيدرو الثاني بيروت، والتي كانت حينها جزءًا من الإمبراطورية العثمانية. وكان أول مهاجرين لبنانيين وصلوا إلى البرازيل في عام 1882 وكان معظمهم من المسيحيين الموارنة من جبل لبنان. فتحت البرازيل قنصلية في بيروت في عام 1920 لتسهيل الهجرة العثمانية (اللبنانية) إلى البرازيل، وبحلول 1914 كان أكثر من 60,000 لبناني قد هاجروا إلى البرازيل،  وبعد شهر واحد من استقلال لبنان من فرنسا أقامت البرازيل علاقات دبلوماسية معه في نوفمبر 1945.
في عام 1954 قام الرئيس اللبناني كميل شمعون بزيارة رسمية إلى البرازيل، ليصبح أول رئيس دولة لبناني يزور البرازيل، وفتحت الدولتان سفارات في عاصمة كل منهما في نفس العام،  وخلال الفترة بين الحربين العالميتين الأولى والثانية هاجرت موجة ثانية من المهاجرين اللبنانيين إلى البرازيل، ومرة أخرى خلال الحرب الأهلية اللبنانية (1975-1990).
ساهمت البرازيل بقوات وتولت قيادة قوة الأمم المتحدة المؤقتة في لبنان المتمركزة في جنوب لبنان منذ 2011، وتحتفظ حاليًا بـ288 جنديًا في البلاد. في نوفمبر 2011 قام نائب الرئيس البرازيلي آنذاك ميشيل تيمير، بزيارة إلى لبنان. وقد أصبح تيمر من أصل لبناني رئيسًا للبرازيل في أغسطس 2016.

## زيارات الدولة
زيارات رسمية من البرازيل إلى لبنان 
- نائب الرئيس ميشيل تيمير (2011)

زيارات رئيس الوزراء والرئاسة من لبنان إلى البرازيل 
- الرئيس كميل شمعون (1954)
- رئيس الوزراء رفيق الحريري (1995، 2003)
- الرئيس إلياس الهراوي (1997)
- رئيس الوزراء نجيب ميقاتي (2005)
- الرئيس ميشال سليمان (2010)

## اتفاقيات
وقعت الدولتان عدة اتفاقيات ثنائية منها:
- مذكرة تفاهم بشأن المشاورات السياسية
- اتفاقية التنازل عن التأشيرة للمواطنين الحاملين لجوازات السفر الدبلوماسية أو الخدمية أو الرسمية
- اتفاقية تبادل المذكرات لتمديد صلاحية تأشيرة السياحة والعمل في جوازات السفر العادية.[1]

## التجارة
في 2015 بلغ إجمالي التجارة بين البرازيل ولبنان 310 مليون دولار،  تشمل الصادرات البرازيلية الرئيسية إلى لبنان: اللحوم والقهوة والسكر والطائرات والسيارات، وتشمل صادرات لبنان الرئيسية إلى البرازيل: الأسمدة والرصاص. لبنان في المرتبة 77 لأكبر شركاء البرازيل التجاريين على مستوى العالم.

## البعثات الدبلوماسية
- البرازيل لديها سفارة في بيروت.[9]
- لبنان لديه سفارة في برازيليا والقنصليات العامة في ريو دي جانيرو وساو باولو.[10]